# Stefanie Karg
Stefanie Karg Waibl (Hoyerswerda, 22 ottobre 1986) è un'ex pallavolista tedesca, di ruolo centrale.

## Biografia
Nel 2014 annuncia pubblicamente il fidanzamento col suo allenatore al Dresdner, Alexander Waibl, sposandolo un anno dopo: la coppia ha due figli, Mika e Paul Maximilian.

## Carriera

### Club
La carriera di Stefanie Karg inizia nelle giovanili dell'Hoyerswerda, per poi passare in quelle dell'Olympia Dresden. Approda quindi al Dresdner nella stagione 2003-04, esordendo in 1. Bundesliga: resta legata al club di Dresda per undici annate, vincendo due scudetti, la Coppa di Germania 2009-10 e la Challenge Cup 2009-10.
Nella stagione 2014-15 viene ingaggiata per la prima volta all'estero, approdando al Prostějov, militante nell'Extraliga ceca: conquista lo scudetto e la coppa nazionale, prima di ritirarsi al termine dell'annata.

### Nazionale
Nel 2007 ottiene le prime convocazioni in nazionale, di cui fa parte fino al 2014, anno in cui conquista la medaglia d'oro al Montreux Volley Masters.

## Palmarès

### Club
- Campionato tedesco: 2

2006-07, 2013-14
- Campionato ceco: 1

2014-15
- Coppa di Germania: 1

2009-10
- Coppa della Repubblica Ceca: 1

2014-15
- Challenge Cup: 1

2009-10

### Nazionale (competizioni minori)
- Montreux Volley Masters 2014